# Agonie (Film)
Agonie ist ein deutsch-österreichisches Filmdrama des in Paraguay geborenen Regisseurs David Clay Diaz, das am 13. Februar 2016 bei der Berlinale seine Premiere feierte und dort in der Sektion Perspektive Deutsches Kino gezeigt wurde. Der Film entstand in Co-Produktion mit dem Bayerischen Rundfunk, in Kooperation mit der Filmakademie Wien und in Zusammenarbeit mit der Hochschule für Fernsehen und Film München.

## Handlung
An einem 29. November tötet ein junger Mann seine Liebhaberin und zerstückelt die Leiche. Der Kopf, der Torso und die Gliedmaßen werden in verschiedenen Müllcontainern über ganz Wien verteilt gefunden. Es gibt keine Hinweise auf den Mörder oder dessen Motive.
Parallel werden im Folgenden einerseits die Geschichte des 24-jährigen Christian und andererseits die Geschichte des 17-jährigen Alex erzählt. Christian ist der Sohn einer alleinerziehenden Mutter und ein strebsamer Jura-Student, Alex ein Draufgänger und Möchtegern-Rapper, der immer auf Ärger aus ist. Eines haben die jungen Männer allerdings gemeinsam, denn beide sind sie innerlich tief zerrissen und beide haben sie um ihre Person eine Fassade errichtet, mit der sie auf die Erwartungen ihrer Mitmenschen reagieren. Der eine, Sohn eines Polizisten, vermutet schwul zu sein, hätte gerne mehr Muskeln und bemüht sich, den schönen Schein zu wahren, der andere wird von den Erwartungen seines Milieus nahezu erdrückt und hat große Versagensangst, gibt sich jedoch als unnahbar und abgebrüht. Beide richten das Aufgestaute gegen sich oder andere. Am Ende wird einer der beiden einen Mord begangen haben.

## Hintergrund

### Stab
Es handelt sich bei Agonie um den ersten abendfüllenden Spielfilm von David Clay Diaz und entstand als Übungsfilm im Rahmen seines Regie-Studiums an der Hochschule für Fernsehen und Film München. Der Film ist von realen Ereignissen in Wien inspiriert und wurden fiktiv unterfüttert. So befand sich in David Clay Diaz’ Bekanntenkreis wirklich eine junge Frau, die von ihrem Freund ermordet und zerstückelt wurde. Als Kameramann arbeitete Julian Krubasik, der bereits im Rahmen der Berlinale 2015 gemeinsam mit seinen Kommilitonen der HFF für seine Arbeit am Kurzfilm Ein idealer Ort mit dem Jurypreis Dialogue en perspective ausgezeichnet wurde.

### Besetzung
Alexander Srtschin, der im Film die Rolle von Alex übernahm, stand für Agonie das erste Mal vor der Kamera. Entdeckt wurde Srtschin bei einem Laiencasting, zu dem er eine Freundin begleitete von Martina Poel, die im Film seine Mutter spielt. Simon Hatzl übernahm die Rolle eines Polizisten und des Vaters von Alex. Die Rolle von Christian wurde mit Samuel Schneider besetzt, die seiner Mutter und ihres Freundes mit Mercedes Echerer und Oliver Rosskopf.

### Veröffentlichung
Der Film feierte am 13. Februar 2016 bei der Berlinale seine Premiere und wurde dort in der Sektion Perspektive Deutsches Kino gezeigt. Am 15. Dezember 2016 kam der Film in die deutschen Kinos.

## Rezeption

### Altersfreigabe
In Deutschland ist der Film FSK 16. In der Freigabebegründung heißt es: „Der Film hat eine triste Grundstimmung, enthält aber keine Szenen körperlicher Gewalt. Jugendliche ab 16 Jahren sind auf Grund ihres psychosozialen Entwicklungsstands fähig, die Themen und Probleme der Geschichte (z. B. Jugendgewalt, mediale Gewalt, emotionale Vereinsamung) zu verstehen und sich angemessen mit ihnen auseinanderzusetzen.“

### Kritiken
Die Macher der Berlinale beschreiben den Film wie folgt: Agonie arbeitet souverän einer üblichen Dramaturgie entgegen, welche die Komplexität von Ereignissen und Erfahrungen nur aushält, indem sie sie mit einer klaren und reduktiven Kausalität pariert. Für gewöhnlich hängt das Existenzrecht von Filmfiguren daran, ob sie eine Rolle für die jeweils anderen Figuren spielen. Die Geschichten von Christian und Alex vermischen sich nicht. Die beiden Hauptfiguren leben unterschiedliche Wirklichkeiten in der gleichen Wirklichkeit. Kirsten Riesselmann von der taz konkretisiert diesen Versuch und beschreibt Agonie als einen Film, bei dem der Zuschauer nicht sofort wisse, welcher der beiden Protagonisten die Eingangs beschriebene Tat verübt habe, doch der Film folge ihnen mit einem hohen Grad an Plausibilität durch ihr jeweiliges Normalo-Leben, die Bilder rhythmisiert durch harte Cuts und lange Schwarzbilder zwischen den Szenen. […] Der Film beobachtet feinsinnig die Coming-of-Age-Probleme seiner Protagonisten bis zu einem unschönen, aber konsequenten Ende. Dieter Oßwald vom [030] Magazin Berlin nannte den Film einen Geheimtipp der Berlinale und bezeichnet Agonie als filmstudentisches, kleines Meisterwerk mit nachhaltiger Wirkung. Oßwald begründet: Ein perfider Horrorfilm der unheimlichen Art. Atmosphärisch dicht lässt er es vibrierend unter der Oberfläche brodeln, banalen Antworten verweigert er sich bewusst.

### Auszeichnungen
Internationale Filmfestspiele Berlin 2016
- Nominierung als Bester Erstlingsfilm in der Sektion Perspektive Deutsches Kino[11]